# 西藏，系在皮绳扣上的魂
《西藏，系在皮绳扣上的魂》（简称《系在皮绳扣上的魂》）是中国藏族小说家扎西达娃的短篇小说作品。1985年，《系在皮绳扣上的魂》发表，之后被翻译成英文出版。

## 内容
1980年代的中国西藏自治区南部，扎妥寺的第23位转世活佛“桑杰达普”已经98岁，他圆寂后将不会有转世继位，这显示出藏传佛教在现代文明中慢慢淡化。小汽车、拖拉机、太阳能发电站、电子表、扩音器和露天影院等现代文明此时陆续进入各地的村庄，人们开始享受现代文明带来的乐趣。活佛圆寂之前讲自己见过来自康巴地区的两个年轻人，“塔贝”和“琼”，她们正前往莲花生掌纹地，寻求心灵救赎。

## 创作手法
《西藏，系在皮绳扣上的魂》深受拉美文学大家加夫列尔·加西亚·马尔克斯和豪尔赫·路易斯·博尔赫斯的“魔幻现实主义”的影响。

## 奖项
- 中国作家协会第八届全国短篇小说奖

## 改编作品
2016年，张杨执导的冒险片《皮绳上的魂》上映，由扎西达娃和张杨编剧，金巴和曲尼次仁分别担任男女主角。